# 스테아리돈산
스테아리돈산(영어: stearidonic acid)은 때때로 모록트산(영어: moroctic acid)이라고도 불리는 오메가-3 지방산이다. 스테아리돈산은 델타 6 탈포화효소에 의해 α-리놀렌산으로부터 생합성된다. 스테아리돈산의 천연 공급원은 삼씨기름, 블랙커런트씨유, 개지치씨유, 에키움 플란타기네움(Echium plantagineum)씨유 및 남세균인 스피룰리나속(Spirulina)이다. 실험실에서 스테아리돈산을 합성할 수도 있다. GMO 콩의 공급원은 유럽 식품안전청의 승인을 받았다.

## 같이 보기
- 오메가-3 지방산
- 오메가-3 지방산의 목록
- 필수 지방산